# Ice Cream (Mika)
Ice Cream  è un singolo del cantante britannico Mika, pubblicato il 31 maggio 2019 come primo estratto dal quinto album in studio My Name Is Michael Holbrook.

## Video musicale
Il videoclip, pubblicato sul canale ufficiale YouTube del cantante il 27 giugno 2019, è stato girato a Barcellona da Francesco Calabrese.